# Đàn áp tôn giáo
Đàn áp tôn giáo là sự ngược đãi có hệ thống đối với một cá nhân hoặc một nhóm cá nhân như một phản ứng đối với niềm tin hoặc tín ngưỡng tôn giáo của họ hoặc sự thiếu đức tin của họ. Xu hướng các xã hội hoặc nhóm trong xã hội xa lánh hoặc đàn áp các tiểu văn hóa khác nhau là một chủ đề lặp đi lặp lại trong lịch sử loài người. Hơn nữa, bởi vì tôn giáo của một người thường quyết định đạo đức, thế giới quan, hình ảnh bản thân, thái độ đối với người khác và bản sắc cá nhân tổng thể ở một mức độ đáng kể, sự khác biệt tôn giáo có thể là các yếu tố văn hóa, cá nhân và xã hội đáng kể.
Sự đàn áp tôn giáo có thể được kích hoạt do sự cố chấp tôn giáo (tức là khi các thành viên của một nhóm thống trị bôi nhọ các tôn giáo không phải tôn giáo của họ) hoặc có thể do nhà nước kích hoạt khi họ coi một nhóm tôn giáo cụ thể là mối đe dọa đối với lợi ích hoặc an ninh quốc gia. Ở cấp độ xã hội, việc hạ nhân tính của một nhóm tôn giáo cụ thể có thể dễ dàng dẫn đến bạo lực hoặc các hình thức ngược đãi khác. Thật vậy, ở nhiều quốc gia, cuộc đàn áp tôn giáo đã dẫn đến nhiều bạo lực đến mức được coi là một vấn đề nhân quyền. Hiện tại, phần lớn nạn nhân của các cuộc tấn công khủng bố là người Hồi giáo.

## Định nghĩa
Đàn áp tôn giáo được định nghĩa là bạo lực hoặc phân biệt đối xử đối với các nhóm thiểu số tôn giáo, các hành động nhằm tước đoạt các quyền chính trị của nhóm thiểu số và buộc họ phải đồng hóa, rời bỏ đi nơi khác hoặc sống như những công dân hạng hai. Về khía cạnh chính sách của một nhà nước, nó có thể được định nghĩa là những hành vi vi phạm tự do tư tưởng, lương tâm và tín ngưỡng được lan truyền theo chính sách của nhà nước có hệ thống và tích cực, khuyến khích các hành động như quấy rối, đe dọa và áp đặt các hình phạt nhằm xâm phạm hoặc đe dọa quyền sống, tính toàn vẹn hoặc quyền tự do của nhóm người thiểu số được nhắm mục tiêu. Sự phân biệt giữa đàn áp tôn giáo và không khoan dung tôn giáo nằm ở chỗ trong hầu hết các trường hợp, hành vi sau này được thúc đẩy bởi tình cảm của dân chúng, có thể được nhà nước dung thứ hoặc khuyến khích. Việc từ chối các quyền công dân của người dân trên cơ sở tôn giáo của họ thường được mô tả là kỳ thị tôn giáo, hơn là đàn áp tôn giáo.
Ví dụ về sự ngược đãi bao gồm tịch thu hoặc phá hủy tài sản, kích động lòng thù hận, bắt bớ, bỏ tù, đánh đập, tra tấn, giết người và hành quyết. Sự đàn áp tôn giáo có thể được coi là đối lập với tự do tôn giáo.
Bateman đã phân biệt các mức độ khủng bố khác nhau. "nó phải là thiệt hại đối với từng người... Nó phải mang tính bất công và không được coi trọng... nó phải là kết quả trực tiếp của đức tin của một người. " 

### Quan điểm xã hội học
Từ góc độ xã hội học, sự hình thành bản sắc của các nhóm xã hội mạnh như những nhóm được tạo ra bởi chủ nghĩa dân tộc, sắc tộc hoặc tôn giáo, là một khía cạnh nhân quả của các thực hành đàn áp. Hans G. Kippenberg nói rằng chính những cộng đồng này tạo ra bạo lực, chứ không phải chính tôn giáo. Vì sự phát triển của bản sắc liên quan đến "những gì chúng ta không phải là" nhiều như "những gì chúng ta là", có cơ sở để lo sợ rằng sự khoan dung về "những gì chúng ta không phải là" có thể góp phần làm xói mòn bản sắc. Đó là lý do tại sao Marjoka van Doorn nói rằng "lòng khoan dung không phải là tốt theo định nghĩa" và không phải lúc nào cũng được mọi người coi là tốt. :907,908 Brian J. Grim và Roger Finke nói rằng chính nhận thức về số đông là nguy hiểm dẫn đến sự ngược đãi. :2 Cả nhà nước và bất kỳ tôn giáo thống trị nào đều chia sẻ mối lo ngại rằng "để tôn giáo không được kiểm soát và không có sự kiểm soát thích hợp sẽ dẫn đến sự nổi dậy của các tôn giáo gây nguy hiểm cho cả nhà nước và công dân" khiến họ có động cơ hạn chế hoạt động tôn giáo. :2,6 Grim và Finke nói rằng chính quy định tôn giáo này đã dẫn đến sự đàn áp tôn giáo.
Perez Zagorin viết rằng, "Theo một số triết gia, khoan dung là một đức tính đạo đức; nếu trường hợp này xảy ra, thì không khoan dung là một điều ngược lại. Nhưng đức hạnh và điều trái ngược là phẩm chất chỉ dành riêng cho cá nhân, và sự không khoan dung và ngược đãi [trong thời Trung cổ Cơ đốc giáo] là những hiện tượng xã hội và tập thể được xã hội chấp nhận và hầu như không bị ai nghi ngờ. Do đó, sự không khoan dung và ngược đãi tôn giáo không được coi là tệ nạn, mà là điều cần thiết và là lời chào mừng cho việc bảo tồn chân lý tôn giáo và chính thống và tất cả những gì được coi là phụ thuộc vào chúng. "  Theo Christian R. Raschle  và Jitse HF Dijkstra, thời Trung cổ Cơ đốc giáo không phải la thời đại duy nhất có các hành vi này: "Bạo lực tôn giáo là một hiện tượng phức tạp tồn tại ở mọi nơi và mọi lúc."  :4,6
James L.Gibson  cho biết thêm rằng thái độ trung thành và đoàn kết của nhóm càng lớn và càng nhận ra nhiều lợi ích thuộc về nhóm, thì bản sắc xã hội càng có nhiều khả năng trở nên không chịu đựng được những thách thức. :93  :64 Kết hợp một bản sắc xã hội mạnh mẽ với nhà nước, làm tăng lợi ích, do đó có khả năng sự bắt bớ từ nhóm xã hội đó sẽ gia tăng. :8 Sự hạn chế pháp lý từ nhà nước dựa vào sự hợp tác xã hội, vì vậy đến lượt mình, nhà nước phải bảo vệ nhóm xã hội ủng hộ nó, làm tăng khả năng bị nhà nước bắt bớ. :9 Khi các chính phủ đảm bảo quyền tự do bình đẳng cho tất cả mọi người, thì sẽ ít bị bắt bớ hơn. :8 Grim và Finke cho biết các nghiên cứu của họ chỉ ra rằng mức độ tự do tôn giáo càng cao thì mức độ đàn áp tôn giáo bạo lực càng thấp. :3 "Khi các quyền tự do tôn giáo bị từ chối thông qua các quy định về nghề nghiệp hoặc thực hành tôn giáo, cuộc đàn áp và xung đột tôn giáo bạo lực gia tăng."  :6